# Atletismo nos Jogos Paralímpicos de Verão de 2020
O atletismo nos Jogos Paralímpicos de Verão de 2020 foi realizado no Estádio Nacional de Tóquio. Haverá 167 eventos de medalha: 93 para homens, 73 para mulheres e um evento misto. É a maior competição do programa dos Jogos em número de atletas e eventos de medalha a ser agendada.
Os Jogos Olímpicos e Paralímpicos de verão de 2020 foram adiados para 2021 devido à pandemia de COVID-19. Eles mantiveram a marca de 2020 e foram realizados de 24 de agosto a 5 de setembro de 2021.

## Calendário
| Agosto/Setembro | 24 | 25 | 26 | 27 | 28 | 29 | 30 | 31 | 1 | 2 | 3 | 4 | 5 |
| --------------- | -- | -- | -- | -- | -- | -- | -- | -- | - | - | - | - | - |
| Atletismo       |    |    |    |    |    |    |    |    |   |   |   |   |   |

|  | Dia de competição/Dia de final |

## Classificação e eventos
Os atletas participantes recebem uma classificação conforme as suas deficiências (T denota eventos de pista, F denota eventos de campo). Eles são categorizados em sete classificações diferentes:
- T/F 11-13: Atletas cegos (11) e deficientes visuais (12-13); atletas de corrida geralmente corriam com um guia.
- T/F 20: Atletas com deficiência intelectual.
- T/F 31-38: Atletas com paralisia cerebral ou outras deficiências de coordenação. 31-34 para eventos para cadeiras de rodas e 35-38 para eventos de corrida.
- F 40-41: Les Autres - normalmente para atletas com nanismo.
- T/F 42-47: Atletas que são amputados. Em eventos de campo, alguns atletas competiriam em eventos sentados.
- T/F 51-58: Atletas com lesão ou deficiência na medula espinhal. Em eventos de campo, a maioria dos atletas competiria em eventos sentados.
- T/F 61-64: Atletas que têm uma prótese afetada por deficiência de membro e diferença de comprimento da perna.

## Medalhistas
| Ordem | País                         | Medalha de ouro | Medalha de prata | Medalha de bronze |     |
| ----- | ---------------------------- | --------------- | ---------------- | ----------------- | --- |
| 1     | CHN China                    | 27              | 13               | 11                | 51  |
| 2     | RPC Comitê Paralímpico Russo | 12              | 13               | 13                | 38  |
| 3     | USA Estados Unidos           | 10              | 17               | 14                | 41  |
| 4     | GBR Grã-Bretanha             | 9               | 5                | 10                | 24  |
| 5     | BRA Brasil                   | 8               | 9                | 11                | 28  |
| 6     | SUI Suíça                    | 7               | 3                | 2                 | 12  |
| 7     | UKR Ucrânia                  | 6               | 15               | 3                 | 24  |
| 8     | IRI Irã                      | 5               | 6                |                   | 11  |
| 9     | POL Polônia                  | 5               | 3                | 3                 | 11  |
| 10    | UZB Uzbequistão              | 5               | 2                | 2                 | 11  |
| 11    | AUS Austrália                | 4               | 7                | 8                 | 19  |
| 12    | GER Alemanha                 | 4               | 5                | 6                 | 15  |
| 13    | TUN Tunísia                  | 4               | 5                | 2                 | 11  |
| 14    | MAR Marrocos                 | 4               | 4                | 2                 | 10  |
| 15    | ESP Espanha                  | 4               | 4                | 1                 | 9   |
| 16    | THA Tailândia                | 4               | 2                | 3                 | 9   |
| 17    | AZE Azerbaijão               | 4               | 1                | 1                 | 6   |
|       | CUB Cuba                     | 4               | 1                | 1                 | 6   |
| 19    | ALG Argélia                  | 3               | 4                | 3                 | 10  |
| 20    | JPN Japão                    | 3               | 3                | 6                 | 12  |
| 21    | NED Países Baixos            | 3               | 2                | 3                 | 8   |
| 22    | NZL Nova Zelândia            | 3               | 2                | 2                 | 7   |
| 23    | VEN Venezuela                | 3               | 2                | 1                 | 6   |
| 24    | RSA África do Sul            | 3               | 1                | 2                 | 6   |
| 25    | CAN Canadá                   | 2               | 4                | 2                 | 8   |
| 26    | MEX México                   | 2               | 1                | 5                 | 8   |
| 27    | IND Índia                    | 1               | 5                | 2                 | 8   |
| 28    | ITA Itália                   | 1               | 4                | 4                 | 9   |
| 29    | COL Colômbia                 | 1               | 3                | 7                 | 11  |
| 30    | FRA França                   | 1               | 3                | 4                 | 8   |
| 31    | FIN Finlândia                | 1               | 3                | 1                 | 5   |
| 32    | GRE Grécia                   | 1               | 2                | 1                 | 4   |
| 33    | BEL Bélgica                  | 1               | 1                | 2                 | 4   |
| 34    | CRI Costa Rica               | 1               | 1                |                   | 2   |
| 35    | ECU Equador                  | 1               |                  | 2                 | 3   |
|       | NGR Nigéria                  | 1               |                  | 2                 | 3   |
| 37    | SRI Sri Lanka                | 1               |                  | 1                 | 2   |
| 38    | CHI Chile                    | 1               |                  |                   | 1   |
|       | ETH Etiópia                  | 1               |                  |                   | 1   |
|       | HUN Hungria                  | 1               |                  |                   | 1   |
|       | IRL Irlanda                  | 1               |                  |                   | 1   |
|       | JOR Jordânia                 | 1               |                  |                   | 1   |
|       | MAL Malaia                   | 1               |                  |                   | 1   |
|       | NOR Noruega                  | 1               |                  |                   | 1   |
|       | PAK Paquistão                | 1               |                  |                   | 1   |
| 46    | ARG Argentina                |                 | 2                | 3                 | 5   |
| 47    | CRO Croácia                  |                 | 2                | 2                 | 4   |
| 48    | BUL Bulgária                 |                 | 2                |                   | 2   |
| 49    | LAT Letônia                  |                 | 1                | 2                 | 3   |
| 50    | UAE Emirados Árabes Unidos   |                 | 1                | 1                 | 2   |
|       | IRQ Iraque                   |                 | 1                | 1                 | 2   |
|       | KUW Kuwait                   |                 | 1                | 1                 | 2   |
|       | NAM Namíbia                  |                 | 1                | 1                 | 2   |
| 54    | SRB Sérvia                   |                 | 1                |                   | 1   |
| 55    | CZE República Checa          |                 |                  | 2                 | 2   |
| 56    | SAU Arábia Saudita           |                 |                  | 1                 | 1   |
|       | BLR Bielorrússia             |                 |                  | 1                 | 1   |
|       | QAT Catar                    |                 |                  | 1                 | 1   |
|       | DEN Dinamarca                |                 |                  | 1                 | 1   |
|       | SVK Eslováquia               |                 |                  | 1                 | 1   |
|       | INA Indonésia                |                 |                  | 1                 | 1   |
|       | OMA Omã                      |                 |                  | 1                 | 1   |
|       | POR Portugal                 |                 |                  | 1                 | 1   |
|       | KEN Quênia                   |                 |                  | 1                 | 1   |
|       | UGA Uganda                   |                 |                  | 1                 | 1   |
| TOTAL | TOTAL                        | 167             | 168              | 166               | 501 |